# Piesmopoda
Piesmopoda is een geslacht van vlinders van de familie snuitmotten (Pyralidae), uit de onderfamilie Phycitinae.

## Soorten
- P. alluaudella Viette, 1964
- P. apocerastes Dyar, 1919
- P. dominica Shaffer, 1978
- P. flavicans Zeller, 1881
- P. isabella Dyar, 1919
- P. mimella Ragonot, 1889
- P. montella Schaus, 1913
- P. notandella Ragonot, 1893
- P. parva Heinrich, 1956
- P. proximparva Neunzig & Dow, 1993
- P. ragonoti Dyar, 1919
- P. rubicundella Zeller, 1848
- P. semirufella Zeller, 1881
- P. steniella Ragonot, 1890
- P. trichromata Zeller, 1881
- P. xanthomera Dyar, 1914
- P. xanthopolys Dyar, 1914
- P. xanthozona Dyar, 1919